# Dalimil

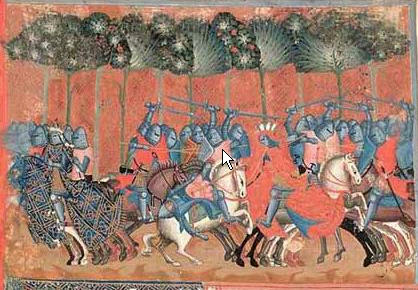
Ilustracja z kroniki Dalimila

Dalimil – anonimowy czeski kronikarz z XIV wieku, autor wierszowanej relacji historycznej, nazywanej Kronika Dalimila. Jak wskazuje Józef Magnuszewski, nieznany bliżej historyk został nazwany Dalimilem mylnie, kilka wieków po czasach, w których żył i tworzył.